# Toral de los Vados
Toral de los Vados est une commune espagnole (municipio) de la comarque de El Bierzo dans la province de León, communauté autonome de Castille-et-León.